# Zopherus ventriosus
Zopherus ventriosus là một loài bọ cánh cứng trong họ Zopheridae. Loài này được Casey miêu tả khoa học năm 1907.